# Confesionistas
Los católicos alemanes llamaron confesionistas en las actas de la paz de Westfalia a los luteranos que seguían la confesión de Augsburgo. He aquí los principales artículos de esta confesión que se apartaban de la doctrina católica: 
1. El pecado original que se decía no ser otra cosa que la concupiscencia.
2. La fe justifica sin las buenas obras.
3. La operación del Espíritu Santo no está más que en la fe.
4. El sacramento de la Eucaristía no consiste más que en el uso y debe darse bajo entrambas especies.
5. Un pecador contrito no puede merecer por sus obras satisfactorias el perdón de sus pecados.
6. No se deben invocar a los santos.
7. No hay obligación de confesar los pecados en particular para recibir la absolución de ellos.

En cuanto a los abusos que vituperaban los luteranos en la Iglesia católica, los principales eran el celibato de los clérigos y los votos monásticos, la procesión del Santísimo, la comunión bajo una sola especie, las misas rezadas, la autoridad que se daba a la tradición y la excesiva potestad del papa y de los obispos.